# Cantón de Atenas
Cantón de Atenas är en kanton i Costa Rica.   Den ligger i provinsen Alajuela, i den centrala delen av landet, 30 km väster om huvudstaden San José. Antalet invånare är 25 460. Arean är 127 kvadratkilometer.
Terrängen i Cantón de Atenas är kuperad.